# Sección (biología)
En biología, una sección (en latín: sectio) es una categoría taxonómica que se aplica de manera diferente en Botánica y en Zoología.

## En Botánica
Dentro de la flora, una sección se refiere a un rango botánico por debajo del género, pero por encima de la especie:
- Dominio > Reino > División > Clase > Orden > Familia > Tribu > Género > Subgénero > Sección (botánica) > Subsección > Especie

## En Zoología
Dentro de la fauna, una sección se refiere a un rango zoológico por debajo el orden, pero por encima de la familia:
- Dominio > Reino > Filo > Clase > Orden > Sección > Familia > Tribu > Género > Especie

## En Bacteriología
El Código Internacional de Nomenclatura de Procariotas establece que el rango de Sección es informal, ubicándose entre el subgénero y la especie (como en botánica).